# 哈维尔·伊鲁雷塔
哈维尔·伊鲁雷塔（西班牙語：Javier Iruretagoyena Amiano，1948年4月1日—），西班牙足球教练。
伊鲁雷塔出生在西班牙的巴斯克地区，球员生涯主要在巴斯克地区的著名球队毕尔巴鄂竞技渡过。虽然也曾进入选过西班牙国家足球队，但从整体上说，他的球员生涯平淡无奇。
伊鲁雷塔在退役后成为了一名足球教练，他执教的第一支西甲球队依然是位于巴斯克地区的桑坦德竞技，之后来到了加利西亚自治区的维戈塞尔塔。在率领塞尔塔与加利西亚地区的德比战对手拉科鲁尼亚比赛时，拉科鲁尼亚的主席伦多伊罗非常欣赏伊鲁雷塔的能力，因此在1997年至1998年赛季开始前把他邀请到了拉科鲁尼亚。
伊鲁雷塔在拉科鲁尼亚执教了8年，这在非常功利的现代足球圈内是非常罕见的。在这8年间，伊鲁雷塔成了球队“教父”级的人物，许多球员都曾经和他发生矛盾，但最终都不得不屈服，而顽固不化者的结局就是离开球队，比如乌拉圭射手潘迪亚尼。
在伊鲁雷塔来到拉科鲁尼亚之前，拉科鲁尼亚仅仅还是一支让西班牙震惊的超级拉科（Super Depor），而伊鲁雷塔则把这支球队变成了冠军拉科（Champion Depor）。他率队夺得了球队历史上第一个西班牙足球甲级联赛的冠军，以及一座西班牙国王杯和两座西班牙超级杯。进而，球队开始震动欧洲足坛，成为了欧洲拉科（Euro Depor）。
2004年至2005年赛季，由于球队削减开支以及队员年龄增大，拉科鲁尼亚表现疲软，在欧洲冠军联赛中早早出局，而在西甲也仅仅位列第八位。赛季结束后，伊鲁雷塔没有续签合同，宣布离职。这里值得指出的是，他的合同从来都是一年一签的。

## 外部連結
- 西甲網站 — 伊鲁雷塔（球員資料）
- 西甲網站 — 伊鲁雷塔（教練資料）